# Marilene Godinho
Marilene Pereira Godinho Soares (Caratinga, 26 de agosto de 1941) é uma poetisa brasileira.

## Biografia
Godinho estudou na faculdade de Santa Úrsula, no estado do Rio de Janeiro, fez o curso de pedagogia, que não chegou a concluir. Cursou Espanhol no Centro Cultural Brasil-Espanha em Belo Horizonte. Cursou Letras Português-Francês na Faculdade de Filosofia de Caratinga - MG.
Pertence à Academia Feminina Mineira de Letras, Academia Caratinguense de Letras e Academia de Letras de Teófilo Otoni.
Realiza significativa atividade intelectual e artística em Caratinga, colaborando no estímulo à educação e ao desenvolvimento das crianças.

## Prêmios
- Venceu primeiro concurso de contos de Viçosa
- Prêmio Nacional de Poesia Cora Coralina da Bahia.

## Obras
- Balão Azul (1978)
- Boneca de pano (1980)
- O menino palhaço (1982)
- A avó que não era antiga (1983)
- Uma canção de amor para Tiago (1985)
- O galo que não sabia cantar (1987)
- Lua de rapadura (1990)
- Muidinho (1991)
- Quem ama com fé (1992)
- Irmão Sol, irmã Lua (1995)
- Nas águas de meu pai (1996)
- Hora anda, hora para (1997)
- Gorducha (1997)
- Gaguinho (1998)
- É da roça (1999)
- Menino ama menino (2000)
- O gato que não sabia miar (2000)
- Filha quer mãe não quer (2001)
- Passarin (2001)
- Pintor de rodapé ou pingo do i (2002)
- Foguete no picadeiro (2002)
- A grande festa (2003)
- No reino das águas (2004)
- Cada letra uma aventura (2005)
- Deste amigo não me livro (2006)
- Lua de Rapadura 2 (2008)
- Louvação (2010)
- Circo Alegria (2010)
- Sabores da Mulher (2011)
- Roupa mágica do palhaço (2013)
- Asas de menino (2013)
- Na garupa do sonho (2017)
- A dança do piolho (2017)
- Lua de rapadura 2 (2018)